# Heinkel He 277
O Heinkel He 277 foi uma bombardeiro quadrimotor, de longo alcance, criado a partir do Heinkel He 177. Desenvolvido pela Heinkel, estava intencionado para entrar em produção e servir como o bombardeiro pesado que a Luftwaffe nunca conseguiu ter.
Dois protótipos chegaram a ser construídos, e um deles voou. A aeronave era promissora e continha uma cabine pressurizada, mostrando ser capaz de assumir o papel de "B-29 alemão". Foi uma das aeronaves que competiu no concurso Amerika Bomber.